# Pine Air
Pine Air es un lugar designado por el censo ubicado en el condado de Palm Beach en el estado estadounidense de Florida. En el Censo de 2010 tenía una población de 2024 habitantes y una densidad poblacional de 2.411,95 personas por km².

## Geografía
Pine Air se encuentra ubicado en las coordenadas 26°39′32″N 80°6′26″O / 26.65889, -80.10722. Según la Oficina del Censo de los Estados Unidos, Pine Air tiene una superficie total de 0.84 km², de la cual 0.84 km² corresponden a tierra firme y (0%) 0 km² es agua.

## Demografía
Según el censo de 2010, había 2024 personas residiendo en Pine Air. La densidad de población era de 2.411,95 hab./km². De los 2024 habitantes, Pine Air estaba compuesto por el 74.41% blancos, el 8.84% eran afroamericanos, el 0.35% eran amerindios, el 1.48% eran asiáticos, el 0% eran isleños del Pacífico, el 12.01% eran de otras razas y el 2.92% pertenecían a dos o más razas. Del total de la población el 61.81% eran hispanos o latinos de cualquier raza.